# Le Chaffaut-Lagremuse
Le Chaffaut-Lagremuse est une ancienne commune française, située dans le département des Alpes-de-Haute-Provence en région Provence-Alpes-Côte d'Azur.
La commune a été créée en 1887 par la fusion des communes de Le Chaffaut et de Lagremuse. En 1962 elle a fusionné avec la commune de Saint-Jurson pour former la nouvelle commune de Le Chaffaut-Saint-Jurson.

## Géographie
La commune avait une superficie de 19,33 km2

## Histoire
La commune a été créée en 1887 par la fusion des communes de Le Chaffaut et de Lagremuse. Par arrêté préfectoral du 14 décembre 1962, la commune de Le Chaffaut-Lagremuse fusionne, le 20 décembre 1962 avec la commune de Saint-Jurson pour former la nouvelle commune de Le Chaffaut-Saint-Jurson.

## Politique et administration
| Période                                  | Période | Identité | Étiquette | Qualité |
| ---------------------------------------- | ------- | -------- | --------- | ------- |
| Les données manquantes sont à compléter. |         |          |           |         |
|                                          |         |          |           |         |

## Démographie
| 1891 | 1896 | 1901 | 1906 | 1911 | 1921 | 1926 | 1931 | 1936 |
| ---- | ---- | ---- | ---- | ---- | ---- | ---- | ---- | ---- |
| 296  | 247  | 265  | 224  | 230  | 210  | 206  | 212  | 184  |

| 1946 | 1954 | - | - | - | - | - | - | - |
| ---- | ---- | - | - | - | - | - | - | - |
| 166  | 157  | - | - | - | - | - | - | - |

Histogramme

(élaboration graphique par Wikipédia)